# Bachus (województwo lubelskie)
Bachus – kolonia w Polsce położona w województwie lubelskim, w powiecie chełmskim, w gminie Sawin.
| SIMC    | Nazwa      | Rodzaj        |
| ------- | ---------- | ------------- |
| 0106589 | Dziadowica | część kolonii |
| 0106595 | Gliny      | część kolonii |

W latach 1975–1998 miejscowość administracyjnie należała do województwa chełmskiego. 
Administracyjnie kolonia jest sołectwem. Według Narodowego Spisu Powszechnego (III 2011 r.) liczyła 164 mieszkańców i była dziesiątą co do wielkości miejscowością gminy Sawin. 
W wieku XIX obok nazwy Bachus występowała także nazwa Wanda.
W 1974 w okolicach miejscowości Bachus wykonano głęboki odwiert. Na głębokości około dwóch kilometrów występują skały dewońskie, w których znaleziono kopalną faunę ramienionogów, opracowaną następnie przez Madisa Rubela i Lecha Tellera.
Wierni Kościoła rzymskokatolickiego należą do parafii Przemienienia Pańskiego w Sawinie.